# Acrojana splendida
Acrojana splendida is een vlinder uit de familie van de Eupterotidae. De wetenschappelijke naam van de soort is voor het eerst geldig gepubliceerd in 1917 door Lionel Walter Rothschild.